# Rhinocypha stygia
Rhinocypha stygia – gatunek ważki z rodziny Chlorocyphidae. Jest endemitem Borneo.